# Vaporwave
El vaporwave es un género de música electrónica, un estilo artístico y un meme de internet que surgió a mediados de la década de 2010.
Musicalmente, se caracteriza por la remasterización de muchos otros géneros musicales como el indie, seapunk, witch house, ambient y chillwave con estilos de otras décadas, principalmente de finales de los años 70 y los años 80 (como el funk, el New Age o el city pop). Artísticamente, incorpora elementos tan dispares como el software y diseño web de finales de los años 90, las imágenes pixeladas, la escultura griega clásica, la pintura renacentista, el anime, el uso de la música y lengua japonesa en general, la publicidad de épocas pasadas, el renderizado 3D y colores vivos, con temáticas de ciencia ficción y ciberpunk. 
El vaporwave es un género con mucha diversidad y ambigüedad en su actitud, mensaje e interpretaciones. Muchos lo entienden como un fenómeno plenamente posmoderno: una crítica y una parodia a la sociedad de consumo, la tecnocultura y a la cultura yuppie de los años 80, mientras estéticamente exhibe una curiosa y nostálgica fascinación por los artefactos y la estética retro, las modas y tendencias de décadas pasadas así como publicidad de las mismas.
También es un estilo artístico digital. En cuanto a lo visual, el Vaporwave utiliza paisajes, obras de arte (especialmente escultura helenística, pinturas del Renacimiento y del Impresionismo), aparatos o software de los 90's y principios de los 2000's (como se ve en las portadas de los álbumes y vídeos musicales) que en conjunto se conocen como estética. La imagen asociada con Vaporwave incluye también Glitch art, diseños de páginas web de los 90, antiguas presentaciones de ordenador, estética Cassettepunk, subgénero del cyberpunk, uso de caracteres japoneses y otra escritura no occidental y colores llamativos. Dichos elementos suelen estar acompañados de efectos y filtros visuales que juegan con el color y la distorsión de la imagen. Un punto relevante dentro de las temáticas que se tratan en este estilo artístico es ironía, la nostalgia y la depresión, el consumismo y globalización y el conflicto de lo digital contra lo orgánico. Tal temática pareciera tratar visualmente un conflicto posmoderno representado a través de su arte digital, en el que muchas veces se habla de un nivel de confusión en relación con los límites de lo considerado virtual v/s real. Esto tiene sentido, ya que este estilo llamado Vaporwave, al que también podríamos considerar una nueva subcultura digital, es justamente gestada en los códigos de internet, la web y lo relativo al espacio virtual. Los componentes visuales de trabajos por John Foxx y otros músicos electrónicos de los años 80 son considerados influencias de la estética Vaporwave.

## Características
Vaporwave es un subgénero hiperespecífico (o "microgénero") que es tanto una forma de música electrónica como un estilo artístico, aunque a veces se sugiere que sea principalmente un medio visual. El género se define en gran medida por la subcultura que lo rodea, con su música inseparable de sus relatos visuales. La académica Laura Glitsos escribe: "De esta manera, vaporwave desafía las convenciones musicales tradicionales que suelen privilegiar la música sobre la forma visual".
Basándose principalmente en fuentes musicales y culturales de la década de 1980 y principios de la de 1990, vaporwave se basa en las tendencias experimentales e irónicas del chillwave y el pop hipnagógico, al tiempo que se asocia con una visión ambigua o satírica del capitalismo de consumo y la tecnocultura. El nombre deriva de "vaporware", un término para software comercial que se anuncia pero nunca se lanza.
La creación de una pista de vaporwave solo requiere el conocimiento de técnicas de producción rudimentarias. Está compuesto casi en su totalidad a partir de samples ralentizados y subvierte la música dance de las décadas de 1980 y 1990 mediante el uso de técnicas cortadas y atornilladas, repetición y  reverberación pesada. El crítico Adam Trainer escribe sobre la predilección del estilo por "la música hecha menos para el disfrute que para la regulación del estado de ánimo", como la música de acciones corporativas para publirreportajes y demostraciones de productos. El académico Adam Harper describió la pista de vaporwave típica como "un trozo de música de ambiente corporativa totalmente sintetizada o muy procesada, brillante y seria o lenta y sensual, a menudo hermosa, o bien sincronizada y más allá del punto de funcionalidad".
Además de su doble compromiso con las formas de arte musical y visual, vaporwave adopta Internet como medio cultural, social y estético. La estética visual (a menudo estilizada como "ＡＥＳＴＨＥＴＩＣＳ", con caracteres de ancho completo) incorpora imágenes de Internet tempranas, diseño web de finales de la década de 1990, arte glitch y tropos ciberpunk, así como anime, estatuas grecorromanas y 3D. -objetos renderizados. La degradación de VHS es otro efecto común visto en el arte del vaporwave. Generalmente, los artistas limitan la cronología de su material original entre el florecimiento económico de Japón en la década de 1980 y los ataques del 11 de septiembre o el estallido de la burbuja de las puntocom de 2001 (algunos álbumes, incluido Floral Shoppe, muestran las Torres Gemelas intactas en sus portadas).

## Historia

### Origen y precursores
Los primeros registros (aunque se desconoce el origen exacto) del vaporwave son del canal de Youtube 
"sunsetcorp" que ralentizaba partes de algunas canciones para hacer sus videos, aunque para ser más preciso el primer video vaporwave fue titulado "angel" por el canal ya mencionado (sunsetcorp) el 19 de julio de 2009 dónde se escucha una parte de la canción "only over You" del grupo Fleetwood Mac, está parte de la canción se ralentizo y entró en un efecto "loop" en el que solo se repetía esa parte, acompañado de videos cortos de los años 80 o 90, podemos decir que el vaporwave se originó en Internet a mediados del 2009 como una variante irónica de chillwave y como una derivación del trabajo de artistas pop hipnagógicos como Ariel Pink y James Ferraro, quienes también se caracterizaron por la invocación de la cultura popular retro. Fue uno de los muchos microgéneros de Internet que surgieron en esta era, junto con witch house, seapunk, shitgaze, cloud rap, y otros. El vaporwave coincidió con una tendencia más amplia que involucró a artistas jóvenes cuyas obras se inspiraron en su infancia en la década de 1980.
El vaporwave originalmente se caracterizó por su intenso uso de muestras (samples) de música de finales de los 70, 80 y, 90, incluso comienzos de la década del 2000. Suele mezclarse con otros géneros, típicamente lounge, chill out, chillwave, smooth jazz o easy listening. Las muestras son a menudo tratadas con softwares de edición de audio con el cual se les ralentiza, corta y enlaza.
"Chillwave" y "hipnagógico pop" se acuñaron prácticamente al mismo tiempo, a mediados de 2009, y se consideraron términos intercambiables. Como vaporwave, se comprometieron con las nociones de nostalgia y memoria cultural. Entre los primeros actos hipnagógicos para anticipar el vaporwave se encuentran Matrix Metals y su álbum Flamingo Breeze (2009), que se basó en bucles de sintetizador. Casi al mismo tiempo, Daniel Lopatin (Oneohtrix Point Never) subió una colección de bucles de plunderphonics a YouTube de forma subrepticia bajo el alias sunsetcorp. Estos clips fueron tomados de su álbum audiovisual Memory Vague (junio de 2009). "Feel It All Around" de Washed Out (junio de 2009), que ralentizó la canción de baile italiana de 1983 "I Want You" de Gary Low, ejemplificó la "nostalgia analógica" de chillwave que los artistas de vaporwave buscaron reconfigurar.
Vaporwave se incluyó en una "estética Tumblr" más amplia que se había puesto de moda en la música digital clandestina y en las escenas artísticas de la década de 2010. En 2010, Lopatin incluyó varias de las pistas de Memory Vague, así como algunas nuevas, en su álbum Chuck Person's Eccojams Vol. 1, publicado en agosto bajo el alias "Chuck Person". Con un empaque que se parecía al videojuego de 1993 Ecco the Dolphin, el álbum inspiró a una gran cantidad de adolescentes y adultos jóvenes de los suburbios a formular lo que se convertiría en vaporwave. Seapunk siguió a mediados de 2011 como una subcultura de Tumblr de temática acuática y un meme de Internet que presagiaba vaporwave en su preocupación por la música electrónica "espacial" y los gráficos web de Geocities. Como vaporwave, se definió por su compromiso con Internet (a veces descrito como post-Internet).
La plantilla musical para vaporwave provino de Eccojams y Ferraro's Far Side Virtual (octubre de 2011). Eccojams presentaba variaciones cortadas y atornilladas de canciones populares de los años 80, mientras que Far Side Virtual se basaba principalmente en "los pitidos granulosos y grandilocuentes" de medios anteriores como Skype y la Nintendo Wii. Según Miles Bowe, de Stereogum, vaporwave era una fusión entre la "picado y atornillado saqueo" de Lopatin y la "fácil escucha nihilista de los paisajes del infierno Muzak de James Ferraro". Una publicación de 2013 en un blog de música presentó esos álbumes, junto con Skeleton's Holograms (noviembre de 2010), como "proto vaporwave".

### Escena temprana
Los artistas de Vaporwave eran originalmente "entidades misteriosas y, a menudo, anónimas que acechan en Internet", señaló Adam Harper, "a menudo detrás de un nombre pseudocorporativo o fachada web, y cuya música normalmente se puede descargar gratis a través de Mediafire, Last FM, Soundcloud o Bandcamp." Según Metallic Ghosts (Chaz Allen), la escena de vaporwave original surgió de un círculo en línea formulado en el sitio Turntable.fm. Este círculo incluía a personas conocidas como Internet Club (Robin Burnett), Veracom, Luxury Elite, Infinity Frequencies, Transmuteo (Jonathan Dean), Coolmemoryz y Prismcorp.
Numerosos productores de este medio en línea se inspiraron en New Dreams Ltd. de Ramona Xavier (acreditado a "Laserdisc Visions", julio de 2011). El primer uso reportado del término "vaporwave" fue en una publicación de blog de octubre de 2011 de un usuario anónimo que revisaba el álbum Surf's Pure Hearts de Girlhood, sin embargo, a Burnett se le atribuye haber acuñado el término como una forma de unir el círculo. Floral Shoppe de Xavier (acreditado a "Macintosh Plus", diciembre de 2011) fue el primer álbum en ser considerado adecuadamente del género, que contiene todos los elementos centrales del estilo.
Vaporwave encontró un atractivo más amplio a mediados de 2012, creando una audiencia en sitios como Last.fm, Reddit y 4chan. En Tumblr, se hizo común que los usuarios decoraran sus páginas con imágenes de vaporwave. En septiembre, Blank Banshee lanzó su álbum debut, Blank Banshee 0, que reflejaba una tendencia de productores de vaporwave que estaban más influenciados por la música trap y menos preocupados por transmitir matices políticos. Bandwagon lo llamó un "disco progresivo" que, junto con Floral Shoppe, "marcó el final de la primera ola de música sampleada y ... reconfiguró lo que significa hacer música vaporwave".
Después de una avalancha de nuevos actos de vaporwave que acudieron a Bandcamp para su distribución, varias publicaciones musicales en línea como Tiny Mix Tapes, Dummy y Sputnikmusic comenzaron a cubrir el movimiento. Sin embargo, los escritores, fanáticos y artistas lucharon por diferenciar entre vaporwave, chillwave y pop hipnagógico, mientras que Ash Becks de The Essential señaló que sitios más grandes como Pitchfork y Drowned in Sound "aparentemente se negaron a tocar vaporwave en los dos géneros- año 'pico'." Las críticas comunes eran que el género era "demasiado tonto" o "demasiado intelectual".

### Exposición convencional y "muerte"
En noviembre de 2012, la estética seapunk se apropió en videos musicales de las cantantes pop Rihanna y Azealia Banks. La exposición catapultó la subcultura a la corriente principal, y con ella, vaporwave. Ese mismo mes, una reseña en video de Floral Shoppe, publicada por el YouTuber Anthony Fantano, ayudó a solidificar el álbum como el trabajo representativo de vaporwave. Poco después de que vaporwave se destacara en la corriente principal, con frecuencia se describió como un género "muerto". Tales declaraciones vinieron de los propios fanáticos.
Después de la ola inicial, los usuarios de 4chan y Reddit inventaron nuevos términos que buscaban separar vaporwave en múltiples subgéneros. Algunos fueron creados en broma, como "vaportrap", "vapornoise" y "vaporgoth". Otros subgéneros incluyeron "eccojams", "utopian virtual", "mallsoft", "future funk", "post-Internet", "late-nite lo-fi", "broken transmission" (o "signalwave"), y hardvapour". Joe Price de Complex informó que "la mayoría [de los subgéneros] se desvanecieron, y muchos no tenían sentido para empezar... El aspecto visual se formó más rápido que el sonido, lo que resultó en lanzamientos que se ven iguales pero no se forman un todo coherente sonoro".
En 2013, YouTube comenzó a permitir que sus usuarios presentaran transmisiones en vivo, lo que resultó en una gran cantidad de "estaciones de radio" de 24 horas dedicadas a microgéneros como vaporwave y lo-fi hip hop. El rapero sueco Yung Lean y su colectivo Sad Boys inspiraron a una ola de DJs anónimos para crear mezclas de vaporwave, subidas a YouTube y SoundCloud, que se apropiaron de la música y las imágenes de los videojuegos de Nintendo 64. Los títulos incluían "Mariowave", "Nostalgia 64" y "Z E L D A W A V E". Evelyn Wang de Dazed Digital le dio crédito a Lean por "permitir que vaporwave se filtre en IRL [y] alentar su acoplamiento impío con el streetwear". Citó sus básicos de moda asociados como "caras fruncidas, japonés y árabe como accesorios, marcas de ropa deportiva, té helado de Arizona y la asombrosa capacidad de comunicarse y ser un meme simultáneamente".
A finales de 2013, Thump publicó un ensayo titulado "¿Es Vaporwave el próximo Seapunk?" Aunque el autor profetizó que vaporwave no terminaría "como una broma" como lo hizo el seapunk, el género llegó a ser visto en gran parte como un meme gracioso de Internet basado predominantemente en un estilo retro visual o "vibra", una noción que frustraba a algunos productores que deseaban ser reconocidos como artistas serios. Muchos de los artistas y sellos discográficos más influyentes asociados con el género pasaron posteriormente a otros estilos musicales.
En 2015, Rolling Stone publicó una lista que incluía a vaporwave act 2814 como uno de los "10 artistas que debes conocer", citando su álbum Birth of a New Day como "un éxito incomparable dentro de un pequeño y apasionado bolsillo de Internet". El álbum I'll Try Living Like This de Death's Dynamic Shroud.wmv apareció en el puesto número quince en la lista de hechos "Los 50 mejores álbumes de 2015", y el mismo día MTV International introdujo un cambio de marca fuertemente inspirado por vaporwave y seapunk, Tumblr lanzó un visor GIF llamado Tumblr TV, con un giro visual explícitamente al estilo MTV. El sencillo "Hotline Bling" del artista de hip-hop Drake, lanzado el 31 de julio, también se hizo popular entre los productores de vaporwave, inspirando remixes divertidos y serios de la melodía.
A partir de 2016, los álbumes de vaporwave, incluido Floral Shoppe, continuaron clasificándose entre los álbumes experimentales más vendidos en Bandcamp. La escena también mantuvo un seguimiento dedicado en comunidades como Reddit. Price informó que, para aquellos fuera de estas arenas, el género generalmente se consideraba "una gran broma". Añadió que "los usuarios de los diversos sub-Reddits de vaporwave siempre se lo tomarán muy en serio en su mayor parte, pero incluso allí la gente está discutiendo si vaporwave sigue siendo fuerte". A pesar de sus objeciones a la etiqueta, los artistas serios del movimiento continuaron siendo etiquetados como vaporwave.

### Apropiaciones políticas
En diciembre de 2012, Dummy publicó lo que se consideró el artículo "definitivo" sobre vaporwave, escrito por Adam Harper, en el que equiparó el género con la teoría política aceleracionista. El artículo tuvo el efecto de inspirar "una ola de contenido que celebraba ambiguamente un capitalismo distópico". A principios de 2016, la publicación satírica Rave News informó que destacados productores de vaporwave habían programado una cumbre de emergencia en Montreal para discutir el "fascismo progresivo" en la escena. Aunque el artículo era gracioso, su sección de comentarios atrajo a muchos fanáticos de vaporwave que defendían tales creencias políticas. En agosto, el fundador de The Daily Stormer, Andrew Anglin, recomendó que los miembros de la derecha alternativa adoptaran synthwave en lugar de los géneros de rock tradicionalmente asociados con los movimientos de extrema derecha, ya que sentía que synthwave representaba la "música más blanca de todos los tiempos". Sus comentarios popularizaron la estética musical y visual apodada "fashwave", una actualización de los tropos fascistas inspirados en vaporwave que fue celebrada por muchos miembros de la derecha alternativa.
En 2017, Penn Bullock y Eli Penn de Vice informaron sobre el fenómeno de los fascistas autoidentificados y los miembros de la derecha alternativa que se apropian de la música y la estética de vaporwave, describiendo el movimiento fashwave como "la primera música fascista que es lo suficientemente fácil para los oídos como para tener un atractivo generalizado", "y que refleja" una subcultura cibernética global orientada hacia los millennials, propagada por memes como Pepe the Frog, y centrada en sitios como 4chan". Michael Hann de The Guardian señaló que el movimiento no tiene precedentes; ramas similares ocurrieron en el punk rock en la década de 1980 y el black metal en la década de 1990. Hann creía que, como esos géneros, había pocas posibilidades de que la onda de moda "afectara a la corriente principal".
Para 2019, los sombreros rosas inspirados en vaporwave que promovían al candidato presidencial Andrew Yang de 2020 se hicieron populares entre sus seguidores. El comentarista de National Review, Theodore Kopfre, informó que era parte de una tendencia que indicaba que Yang había "reemplazado a Donald Trump como candidato a meme".

### Estética

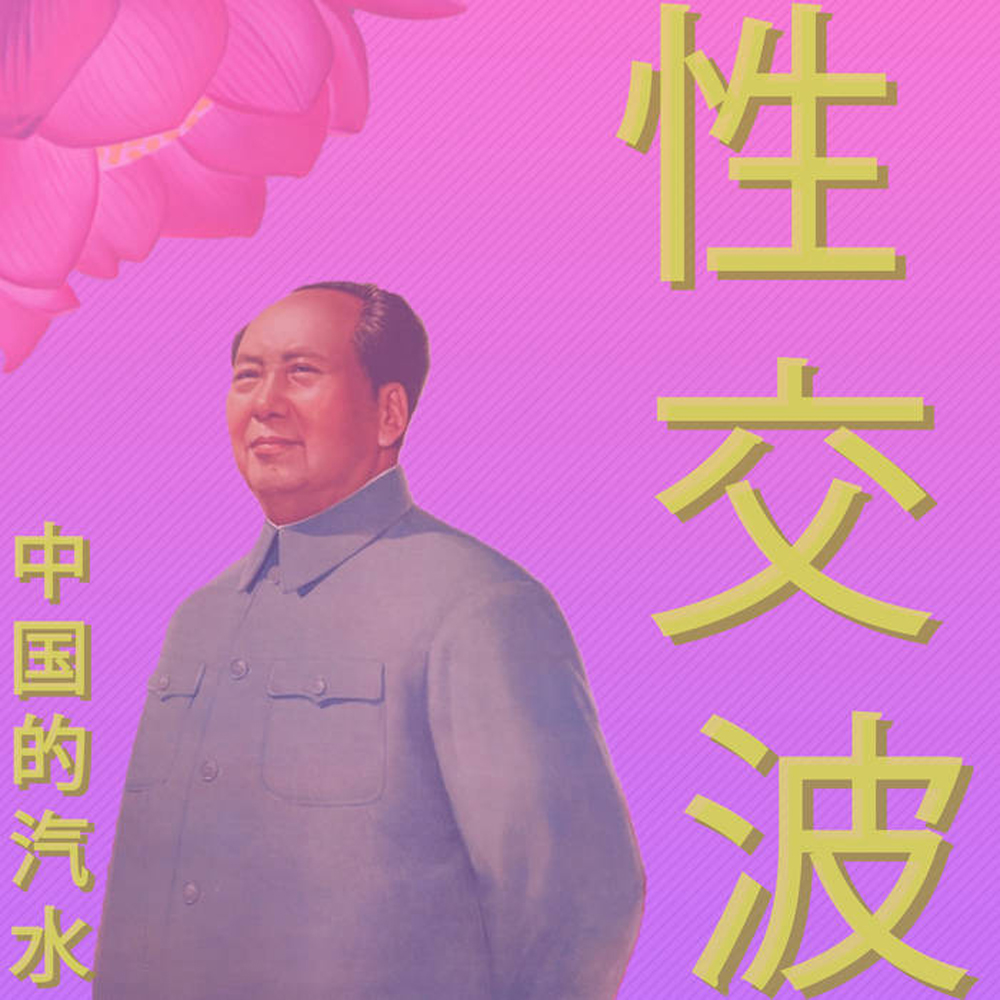
Vaporwave for China

El género emergido en el 2011 de comunidades en línea, como Turntable.fm. En años subsiguientes, obtuvo crecimiento en popularidad a través de sitios web como Bandcamp, Soundcloud, Last.fm y 4chan. En el 2010, el músico experimental Daniel Lopatin (más conocido como Oneohtrix Point Never) publicó el casete de edición limitada Eccojams Vol.1 bajo el seudónimo de Chuck Person, mientras que James Ferraro, un productor neoyorquino de música electrónica publicó Far Side Virtual, estos álbumes son considerados como "catalizadores" para el desarrollo del género.

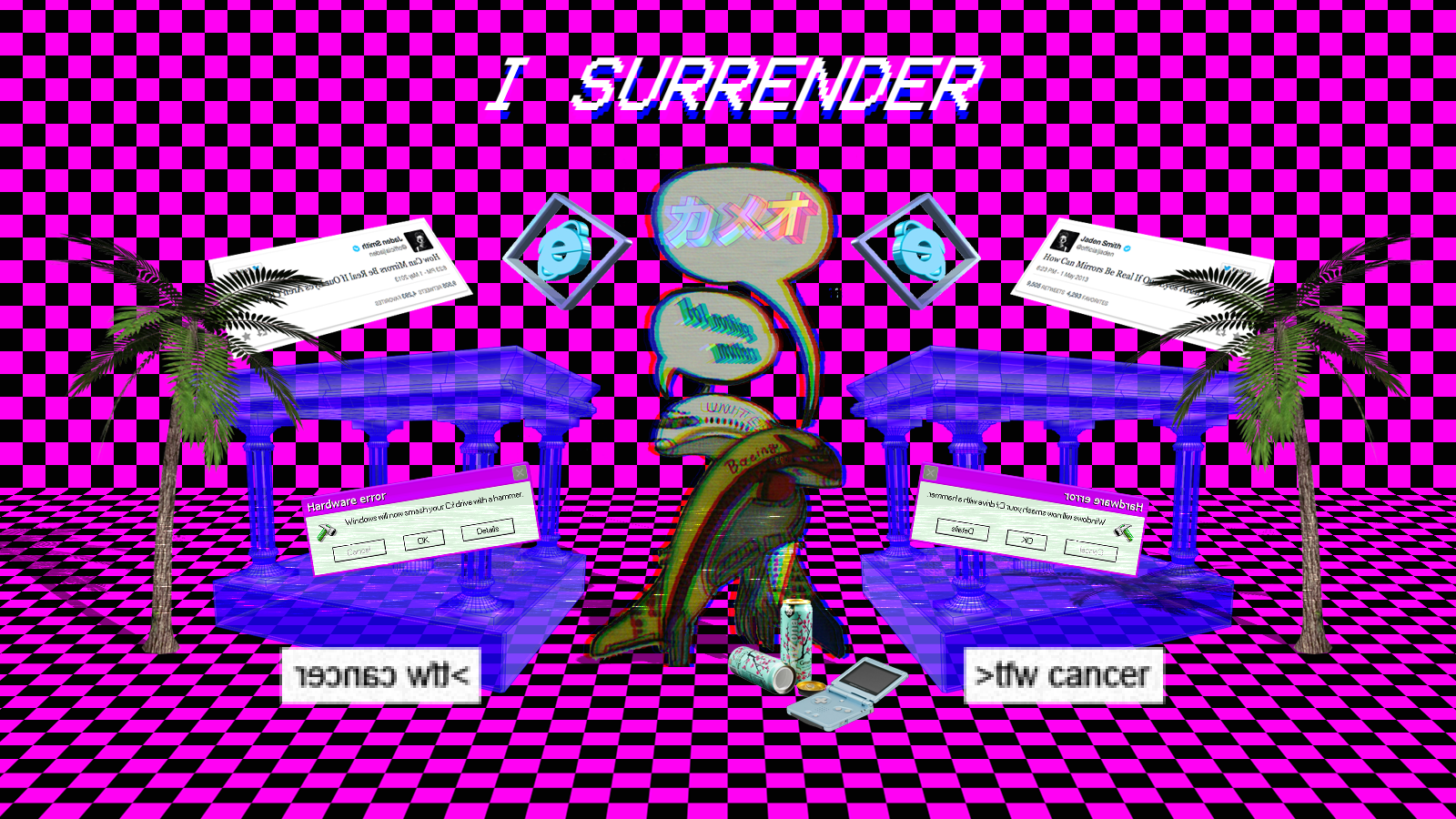
Imagen de estilo Vaporwave creado por la comunidad de Wikipedia.

También se les atribuye una estética que aunque realmente su forma de vestir no está realmente muy definida porque es muy variada, si se puede decir que influye desde el Cyber Punk menos agresivo, pasando por la forma de vestir general que había en los ochenta, la forma de vestir de los 80's más atrevida, colorida y Fashion de esa época, pasando por el New Romantic más discreto, por los 90's, la estética sport de los 80's, el estilo Surf, la estética Hip-Hop de los 80's, letras japonesas, estilos de los 70's, 80's, 90's y 2000's o incluso tendencias actuales como las gafas de sol de espejo de colores, pasando por una mezcla de todos los estilos de los años 80 de lo más coloridos y llamativos, como vestir con prendas de colores neón, flúor, a veces con peinados con teñidos o mechas de colores influidos con la estética con un toque de Punk Fashion, New wave quizás con más colorido, gafas oscuras alargadas estilo 80's, también de sol RayBan, Vuarnet y también de espejos de colores de las actuales. También sirve estilos como el de los Yuppies o la estética de los pijos ochenteros, incluso la estética Surfer, se mezcla también con la forma de vestir.
Fuera ya del vestuario; la cibernética, diseños y arquitectura retro, letras japonesas, los videojuegos retro, marcas retro, luces de neón, colores pastel, colores flúor, luz negra o luz ultravioleta, el láser, la fluorescencia, el retrofuturismo, y, aunque en menor medida, las chicas en anime, los escenarios californianos, la publicidad y la imagen de los 80 (a veces también la de los 90 y los 70), la escultura helenística, coches deportivos, arquitectura minimalista y retro de diseños elegantes.

## Interpretaciones críticas

### Parodia, subversión y género
Vaporwave fue uno de varios microgéneros generados a principios de la década de 2010 que fueron brevemente el foco de atención de los medios. Los usuarios de varios foros de música, citados por Vice, caracterizaron el género de diversas maneras como "chillwave para marxistas", "música posterior al ascensor" y "jazz suave corporativo Windows 95 pop". Su circulación se parecía más a un meme de Internet que a los géneros musicales típicos del pasado, como escribieron los autores Georgina Born y Christopher Haworth en 2017:
Las prácticas culturales de Vaporwave replican y parodian a sabiendas la participación adictiva, casi obligatoria que alimenta las redes sociales, donde el trabajo voluntario de la comunidad de usuarios impulsa el sistema y genera valor. Cualquiera con una conexión a Internet puede producir vaporwave... La uniformidad de estos memes se ve favorecida por su rápida imitación entre la subcultura hiperactiva en línea del género, alimentada por el contagio afectivo.
El colaborador de Pitchfork, Jonny Coleman, definió vaporwave como residiendo en "el extraño valle del género" que se encuentra "entre un género real que suena falso y un género falso que podría ser real". También de Pitchfork, Patrick St. Michel llama vaporwave a "rincón de nicho de la música de Internet poblado por occidentales jugando con música, muestras e idiomas japoneses". El viceguionista Rob Arcand comentó que "la rápida proliferación de subgéneros se ha convertido en sí misma en parte del remate de "vaporwave", señalando lo absurdo del género en sí, incluso cuando ve a los artistas utilizándolo como un trampolín para la innovación".
Hablando sobre los "elementos supuestamente subversivos o paródicos" de vaporwave en 2018, el crítico cultural Simon Reynolds dijo que el género se había vuelto redundante, en algunos aspectos, para la música trap moderna y el hip hop convencional. Él opinó: "¿Qué podría ser más loco o mórbido que la subjetividad en un disco de Drake o una canción de Kanye? La corriente principal de Rap n B negra está más alejada en cuanto a sonoridad y actitud que cualquier cosa que se le haya ocurrido a la Bohemia de Internet blanca. Su papel es redundante. Rap y R&B ... ya es el Simulacro, ya es la decadencia".
En un artículo de Rolling Stone de 2018 que informaba sobre el entusiasmo de Mike Nesmith de The Monkees por el género, el autor Andy Greene describió vaporwave como un "subgénero electrónico marginal del que pocos entusiastas de los memes empapados de ironía han oído hablar, y mucho menos han desarrollado una opinión". Nesmith elogió el género y atribuyó su sonido a recordar mucho a los viajes psicodélicos.
El crítico musical Scott Beauchamp escribió que la postura de vaporwave se centra más en la pérdida, la noción de lasitud y la aquiescencia pasiva, y que "vaporwave fue el primer género musical en vivir toda su vida desde el nacimiento hasta la muerte completamente en línea". Sugirió que las expresiones de hipermodulación inspiraron tanto el desarrollo como la caída de vaporwave.

### Capitalismo y tecnología
Se cita a Vaporwave por defender una relación ambigua o aceleración con el capitalismo de consumo. Se han publicado numerosos libros académicos sobre este tema, una tendencia que fue provocada por el artículo Dummy de 2012 de Adam Harper y su intento de vincular el género con el punk rock y los gestos anticapitalistas. En el artículo, escribió que los productores de vaporwave "pueden leerse como anticapitalistas sarcásticos que revelan las mentiras y deslizamientos de la tecnocultura moderna y sus representaciones, o como sus facilitadores dispuestos, temblando de placer con cada nueva ola de delicioso sonido". Señaló que el nombre en sí era tanto un guiño al vaporware como a la idea de que la energía libidinal estaba sujeta a una sublimación implacable bajo el capitalismo.
Inicia muchas conversaciones importantes sobre el poder y el dinero en la industria. O ... ¿todo suena bien ralentizado con reverberación?

—Aaran David Ross de Gatekeeper, hablando sobre vaporwave
El educador musical Grafton Tanner escribió: "vaporwave es un estilo artístico que busca reorganizar nuestra relación con los medios electrónicos al obligarnos a reconocer la falta de familiaridad con la tecnología ubicua... vaporwave es la música de 'no tiempos' y 'no lugares' porque es escéptico sobre lo que la cultura de consumo ha hecho con el tiempo y el espacio". Al comentar sobre la adopción de un cambio de marca inspirado en vaporwave y seapunk por parte de MTV International, Jordan Pearson de Motherboard, el sitio web de tecnología de Vice, señaló cómo "el impulso cínico que animaba vaporwave y su estética asociada basada en Tumblr es cooptado y borrado en ambos lados: dónde se origina su material de origen y dónde vive". Beauchamp propuso un paralelo entre la postura del punk "No Future" y su activa "energía cruda de insatisfacción" derivada del linaje histórico de la distopía dadaísta, y la preocupación de Vaporwave por el "fracaso político y la anomia social".
Michelle Lhooq, de Vice, argumentó que "parodiar el gusto comercial no es exactamente el objetivo. Vaporwave no solo recrea la música lounge corporativa, sino que la convierte en algo más sexy y sintético". En su libro de 2019 Hearing the Cloud: ¿Puede la música ayudar a reimaginar el futuro?, el académico Emile Frankel escribió que vaporwave fue reducido a "un caparazón comercial de sí mismo" por aquellos que fetichizaron la década de 1980 y el "retro synth-pop". Él comparó la escena con PC Music, un sello que "se consideró que se deformaba de una afirmación irónica del comercialismo, para convertirse en pop regular ... Cualquier cosa que use la ironía como método de crítica corre el riesgo de ser mal reconocida".
Vaporwave ha sido interpretado como distopía una crítica o una reflexión sobre el capitalismo y la cultura popular, crítica de capitalismo en la vena de cyberpunk.
El escritor de música Adam Harper, de Dummy Mag, describe el género como "irónico y satírico o verdaderamente aceleracionista", indicando que el propio término vaporwave es una alusión tanto al vaporware como a la idea de la energía libidinal sometida a la sublimación implacable bajo el capitalismo.
AtomH lo define como "Es una mofa a lo que se pretendió hacer en los 80's. Es un género consistente y agradable." así mismo también describe algunas canciones como "Es una forma nueva de disfrutar una canción, especialmente por ralentización de los sonidos, ya que haciendo esta técnica el oído puede procesar mejor lo que escucha."
情報デスクVIRTUAL, alias de Vektroid,  describe su álbum 札幌コンテンポラリー como “un vistazo breve a las posibilidades nuevas de comunicación internacional” y “una parodia de la hypercontextualizacion Americana de e-Asia circa 1995." Otro artista, inspirado en el situacionismo, describe su trabajo como degradante de la música comercial en un intento de revelar las "promesas falsas" de capitalismo.

## Subgéneros

### Future funk
Future funk se expande sobre los elementos disco/house de vaporwave. Se necesita un enfoque más enérgico que vaporwave e incorpora elementos del French house, aunque se produce de la misma manera basada en muestras que vaporwave. La mayoría los samples se extraen de discos de city pop japonés de la década de 1980.

### Hardvapour
Hardvapour surgió a finales de 2015 como una reimaginación de vaporwave con temas más oscuros, tempos más rápidos y sonidos más pesados. Está influenciado por speedcore y gabber, y se define a sí mismo en contra de los estados de ánimo utópicos que a veces se atribuyen a vaporwave.

### Mallsoft
Mallsoft magnifica las influencias lounge de vaporwave. Puede verse en relación con "el concepto de centros comerciales como grandes espacios de consumismo sin alma ... explorando las ramificaciones sociales del capitalismo y la globalización".

### Fashwave
Fashwave (de "fascist") es una fusión fundamentalmente instrumental de synthwave y vaporwave que se originó en YouTube alrededor de 2015. Con títulos de pistas políticas y fragmentos de sonido ocasionales, el género combina el simbolismo nazi con las imágenes asociadas con vaporwave y synthwave. Según Hann, se deriva musicalmente de synthwave, mientras que el colaborador de Heavy Paul Farrell escribe que "se considera una rama del inofensivo movimiento vaporwave". Una rama similar, Trumpwave, se centra en Donald Trump.

### Simpsonwave
Simpsonwave es un fenómeno que nació de YouTube que se popularizó por el usuario Lucien Hughes. Se compone principalmente de vídeos con escenas de la serie animada Los Simpson ajustada a varias canciones de vaporwave. Estos vídeos son editados a con efectos de distorsión VHS, dándoles una sensación "alucinatoria y transportiva".
Esto también se recrea con otras caricaturas, como Bob Esponja (Spongewave).

## Legado
El próximo documental de 2021 Nobody Here - The Story of Vaporwave explorará la evolución del célebre microgénero.

## Artistas primarios
- Skylar Spence (conocido también como Saint Pepsi)[75][76]
- Vektroid, (conocida también como Macintosh Plus, New Dreams Ltd., PrismCorp Virtual Enterpises, entre otros.)
- George Clanton
- Luxury Elite[77]
- Macross 82-99
- BLANK BANSHEE[78][76]
- bbrainz / Slythe
- Trademarks & Copyrights
- Sentidos Apuestos
- ESPRIT 空想
- INTERNET CLUB
- SURFING
- IACON
- Night Tempo (artículo en japonés)
- Oneohtrix Point Never (como Chuck Person)
- James Ferraro
- Windows96
- ECO VIRTUAL
- Yung Bae
- EMBA Soundsystem
- MAITRO
- Skeleton
- Lost Traveler
- Infinity Frequencies